# Richard Baawobr
Mons. Richard Kuuia kardinál Baawobr, M.Afr. (21. června 1959, Tom-Zendagangn – 27. listopadu 2022, Řím) byl ghanský katolický kněz, biskup a kardinál, od roku 2016 sídelní biskup ve Wa.

## Stručný životopis
Po studiích filosofie v diecézním semináři vstoupil roku 1981 do společnosti Misionářů Afriky, noviciát vykonal ve Švýcarsku, studoval v Anglii. V roce 1987 přijal kněžské svěcení. Následně získal licenciát Písma sv. a doktorát z biblické teologie. V letech 2010–2016 byl generálním superiorem své společnosti. Roku 2016 jej papež František jmenoval biskupem ve Wa.

## Kardinálská kreace
V neděli 29. května 2022 papež František ohlásil, že v konzistoři dne 27. srpna 2022 jmenuje 21 nových kardinálů, mezi nimi i Monsignora Baawobra.  Ke kardinálské kreaci skutečně došlo, ale kardinál Baawobr se jí nemohl zúčastnit ze zdravotních důvodů.